# Giuliano Giannichedda
Giuliano Giannichedda, italijanski nogometaš in trener, * 21. september 1974, Pontecorvo, Italija.
Giannichedda je nekdanji italijanski nogometaš, ki je nazadnje igral za Livorno. Igral je na položaju vezista. Prvoligaško kariero je začel leta 1995, ko je začel nastopati za Udinese, leta 2001 pa je prestopil v Lazio. 
Po štirih odličnih sezonah v Rimu je kot prost igralec brez odškodnine poleti 2005 prestopil v Juventus.